# Heaven Shall Burn
Heaven Shall Burn (w skrócie HSB) – niemiecka grupa muzyczna wykonująca muzykę z pogranicza melodic death metal i metalcore.

## Historia

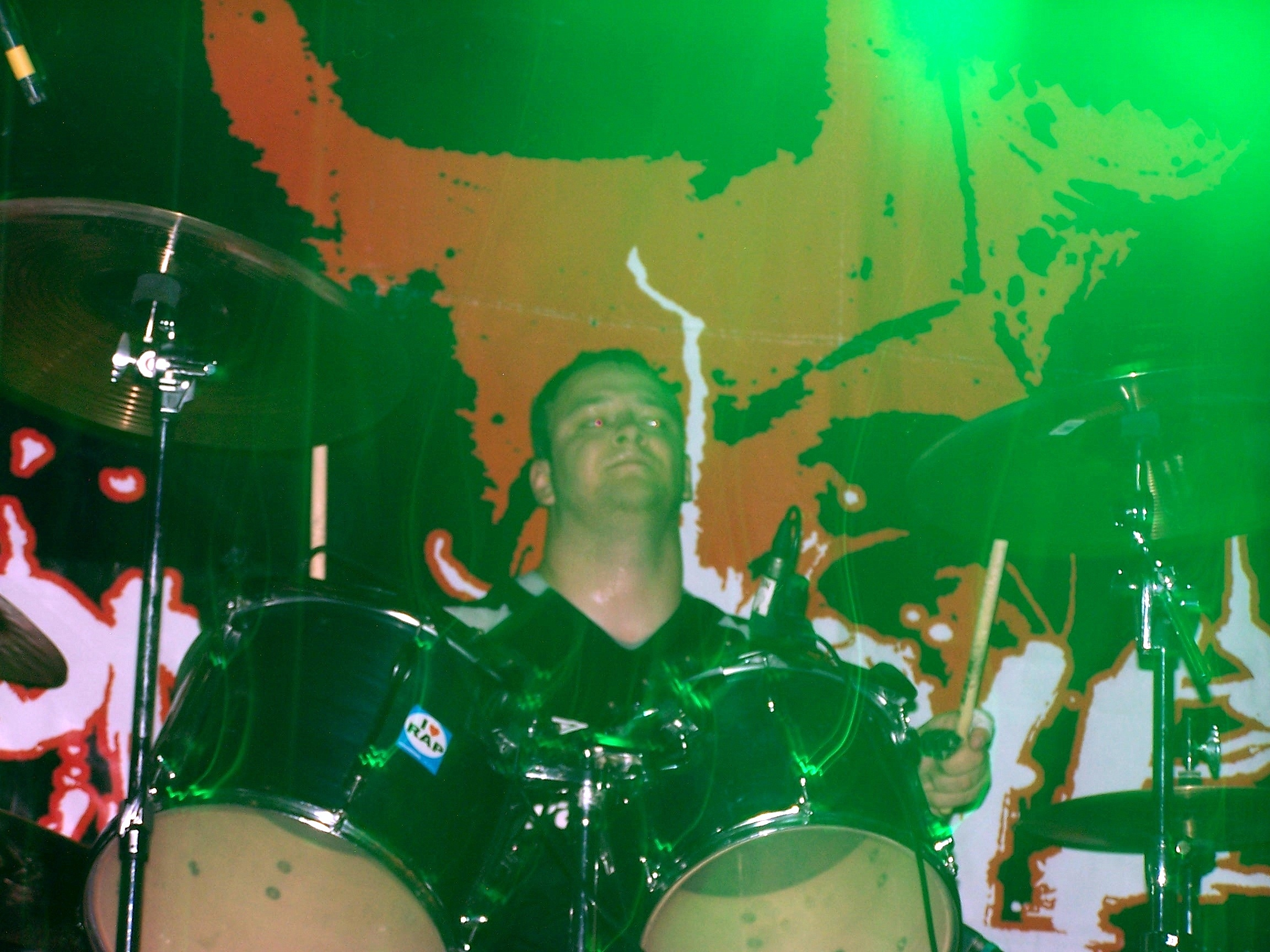
Założyciel grupy, Matthias Voigt na trasie Hell On Earth 2006 w Monachium, 28.09.2006

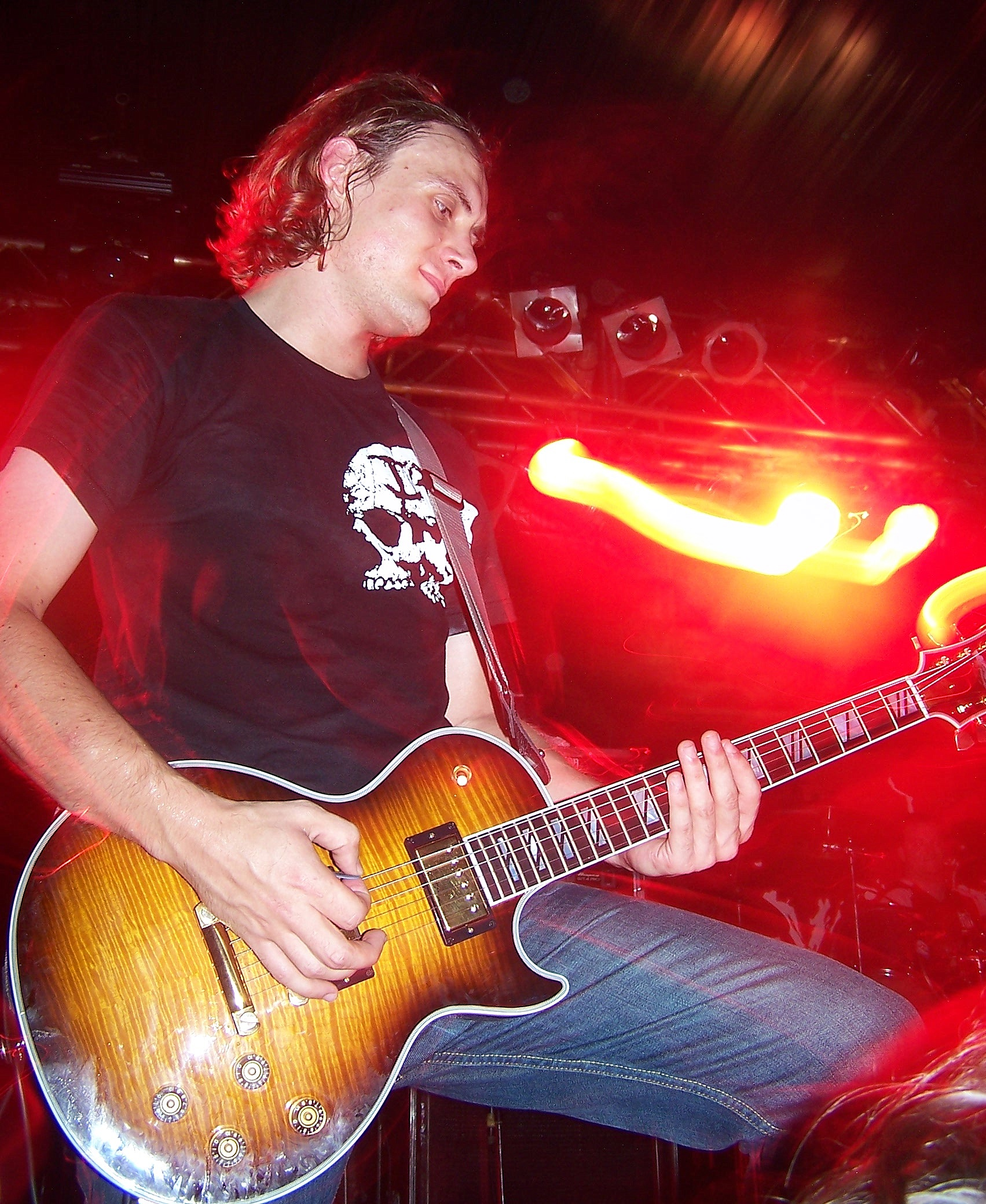
Drugi z założycieli, główny kompozytor i autor tekstów, Maik Weichert na trasie Hell On Earth 2006 w Monachium, 28.09.2006

Pierwotnie zalążek przyszłego zespołu został założony przez Maika Weicherta i Matthiasa Voigta w 1995 w miejscowości Saalfeld/Saale w Niemczech. Obaj występowali wcześniej w innych zespołach i byli fanami zespołu Bolt Thrower. Inny członek grupy, Patrick Schleitzer, przed wstąpieniem do grupy należał już do kilku innych formacji. Stworzony przez nich wspólnie zespół występował początkowo pod nazwą „Consense”, jednak latem 1996 formacja zmieniła nazwę na „Heaven Shall Burn”. Zaczerpnięto ją od nazwy albumu szwedzkiej blackmetalowej grupy Marduk, zatytułowanego Heaven Shall Burn... When We Are Gathered z 1996. Kwestię zaadaptowania tej nazwy wyjaśnił Matthias Voigt: „Staraliśmy się znaleźć fajną, mocną i prowokacyjną nazwę dla naszego zespołu, więc obraliśmy termin »Heaven Shall Burn« pochodzący z tytułu albumu Marduka. Nie oznacza to, że jesteśmy zespołem satanistycznym czy fanami Marduka. Lubimy ich muzykę, ale nie był to powód sam w sobie. Dla nas określenie »niebo« to metafora fałszywego raju, który ludzie tworzą sobie w swoich głowach. Chcemy, aby zaczęli myśleć i aby zobaczyli prawdę jako coś istotnego w naszym pełnym ignorancji społeczeństwie. Zatem »niebo« – ich fałszywy raj – winno spłonąć”. Po latach Marcus Bischoff podkreślił, że przez wzgląd na nazwę zespołu członkowie w żadnym razie nie są satanistami czy nastawieni przeciw chrześcijanom, lecz w tym kontekście chodzi o fałszywe złudzenia.
W 1996 grupa wydała pierwszą taśmę demo. W tym czasie doszło do zmian personalnych w składzie, w wyniku których nowymi członkami zostali bracia Eric (basista) i Markus (wokalista) Bischoff, którzy nie należeli przedtem do żadnych zespołów. Wkrótce potem wydano drugą taśmę demo, pozytywnie przyjęto przez odbiorców. W 1998 grupa rozpoczęła sesję nagraniową z myślą o swoim pierwszym wydawnictwie, które zostało zatytułowane In Battle There Is No Law i wydane pod koniec 1998 przez wytwórnię Deeds of Revolution Records (w 2002 została wydana reedycja tego albumu przez wytwórnię Circulation Records i Lifeforce Records). Pod koniec 1999  nakładem tej samej wytwórni DoR wydano album spli Heaven Shall Burn & Fall Of Serenity wspólnie z formacją Fall of Serenity.
Wiosną został wydany pierwszy album HSB, pt. Asunder, nakładem Impression Recordings. Jeszcze podczas koncertu w 1998 w Leisnig członkowie Heaven Shall Burn poznali się z muzykami innej niemieckiej grupy Caliban i od tego czasu zaprzyjaźnieni kontynuują znajomość, stanowiąc głównych przedstawicieli nurtu metalcore w swoim kraju. W 2000 obie formacje wydały wspólnie pierwszą część split-CD, zatytułowany The Split Program I.
Pod koniec 2002 premierę miał album pt. Whatever It May Take, wydany przez Lifeforce Records. We wczesnych latach działalności Heaven Shall Burn pojawiał się w Polsce na mniejszych koncertach wspólnie z innymi grupami. Po kilku latach i osiągnięciu większej popularności 3 października 2004 zespół wystąpił na koncercie w Warszawie. W grudniu 2005 z zespołu odszedł gitarzysta Patrick Schleitzer, który poświęcił się sprawom prywatnym (pożegnalny koncert miał miejsce 18 listopada 2005 w Saalfeld/Saale). Do grupy dołączył wówczas nowy gitarzysta, przyjaciel zespołu Alexander Dietz (dotychczas współpracujący z HSB, m.in. do niego należały czyste wokalizy na płycie AntiGone, wydanej w 2004).
Po wygaśnięciu kontraktu z wytwórnią Lifeforce Records (celem jego wypełnienia grupa wydała w 2005 The Split Program II wraz z Calibanem), zespół związał się z wytwórnią Century Media. Szósty album studyjny grupy, zatytułowany Invictus (Iconoclast III), ukazał się 24 maja 2010. Była to zarazem trzecia i ostatnia, po Iconoclast (Part 1: The Final Resistance) i Bildersturm – Iconoclast II (The Visual Resistance), część trylogii „Iconoclast” w dyskografii Heaven Shall Burn.
4 sierpnia 2011 zespół dał koncert na festiwalu Przystanek Woodstock w Kostrzynie nad Odrą. 21 grudnia 2012 w rodzinnym mieście Saalfeld grupa zagrała jubileuszowy koncert numer 500, który był jednocześnie uczczeniem 15-lecia istnienia zespołu. Jako towarzysząca wystąpiła zaprzyjaźniona formacja Caliban, która także obchodziła wówczas 15-lecie istnienia, zaś na jej analogicznym jubileuszu dzień wcześniej wystąpił gościnnie Heaven Shall Burn. Zapis koncertu z Saalfeld został wydany na dodatku do albumu Veto, wydanego 19 kwietnia 2013.
1 listopada 2013 grupa oficjalnie poinformował o odejściu ze składu perkusisty Matthiasa Voigta z powodu jego problemów zdrowotnych; jego miejsce zajął Christian Bass (w 2007 Bass tymczasowo zastępował Voigta podczas koncertów grupy, od 2011 zastępcą był Daniel Wilding).
Pod koniec 2015 ukazał się album split pt. The Mission Creep, wydany wraz z formacją Napalm Death na płycie winylowej „7.
W lipcu 2016 została zapowiedziana premiera kolejnego albumu grupy pt. Wanderer, którego premierę wyznaczono na 16 września 2016, a ponadto udostępniono do odsłuchu utwór z płyty, zatytułowany „Downshifter”. Podczas koncertów w 2018 wskutek nieobecności chorego Maika Weicherta zastępował go Mate Bodor z grupy Alestorm.
W 2020 zespół został nominowany do Niemieckiej Nagrody Autorów Muzyki (Deutscher Musikautorenpreis) w kategorii Kompozycja Metal. 20 marca 2020 premierę miał dziewiąty album grupy pt. Of Truth & Sacrifice, złożony z dwóch płyt. Gościnnie wystąpili na nim byli członkowie HSB, Patrick Schleitzer i Matthias Voigt.
23 grudnia 2022 ukazał się 7" Split European Tour 2023 Heaven Shall Burn / Trivium, zawierający dwa utwory obu zespołów interpretujących się wzajemnie (HSB: „Pillars of Serpents oraz Trivium: „Implore The Darken Sky”)
. We wrześniu 2024 HSB opublikowali piosenkę pt. „Keinen Schritt zurück”, wykonaną wraz z zespołem Donots, do której nakręcono teledysk. 15 stycznia 2025 premierę miał teledysk do piosenki „Schweineherbst”, wykonanej przez HSB wspólnie z grupą Dÿse. Na 27 czerwca 2025 zapowiedziano premierę dziesiątego albumu grupy, zatytułowanego Heimat. Niedługo przed premierę z uwagi na niedyspozycję z głosem wokalisty Marcusa Bischoffa jego miejsce podczas występów zajęła tymczasowo Britta Görtz z zespoł Hiraes.
Grupa bywa określana jako pochodząca z Saalfeld/Saale, ale według z stanu z 2019 tylko dwóch członków zamieszkiwało w obrębie tego miasta, przy czym zespół odbywał tam wspólne próby muzyczne.

## Twórczość

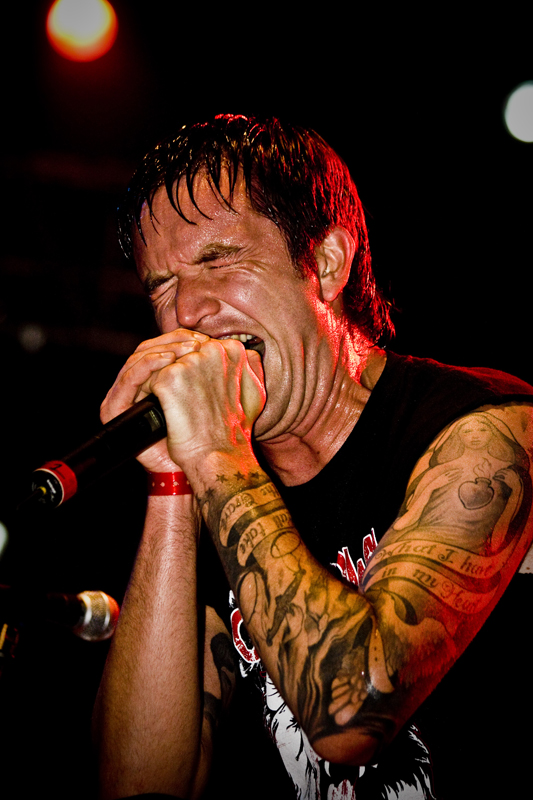
Marcus Bischoff podczas Resurrection Festival 2010

Muzyka Heaven Shall Burn jest często określana jako kombinacja stylów takich zespołów jak At the Gates, Bolt Thrower, The Haunted i Earth Crisis, zaś sami muzycy zadeklarowali inspirację wymienionymi grupami. Stylistycznie grupa wywiodła się z gatunków hardcore i metal, a z czasem została zaklasyfikowana w nurcie metalcore oraz melodic death metal. Sami muzycy przyznają się do fascynacji nurtami hardcore i death metal.
Ze względu na tematykę tekstów, płynący z nich przekaz, a także postawy osobiste muzyków, zespół określono mianem „zaangażowanego politycznie”. Jak przyznał Maik Weichert: „Ktoś kiedyś napisał, że Heaven Shall Burn jest zespołem 'metalcore' bez 'core'. My po prostu gramy metal, ale naszą postawą jest hardcore. Jesteśmy zespołem społeczno-politycznym. To jest dla nas bardzo ważne. Tak ważne jak sama muzyka”. Maik Weichert został autorem wszystkich tekstów utworów oraz kompozytorem zdecydowanej większości muzyki grupy. Po latach wyznał, że z kolegami założyli zespół po to, aby ogłosić swoje polityczne poglądy. Sami muzycy grupy określili siebie ideologicznie, twierdząc iż są lewicowi i zieloni. W opinii wyrażonej przez Weicherta w 2016 nie da się oddzielić zespołu HSB od tekstów jego piosenek (jak chcieliby niektórzy), a członkom grupy nie jest obojętne kto ich słucha. Liryki utworów grupy poruszają zróżnicowane tematy, a wśród najważniejszych w sposób pozytywny akcentowane są: wegetarianizm, weganizm, ochrona środowiska, ochrona zwierząt szacunek względem natury. Grupa negatywnie przedstawia problem niszczenia środowiska, nierówność gospodarczą i społeczną pomiędzy półkulą północną i południową świata, powszechne wyzyskiwanie ludzi w systemach gospodarczych, wyobcowanie w społeczeństwie, manipulację i zniewolenie jednostki. Z tym ostatnim wiąże się też sprzeciw wobec narastającej kontroli społeczeństwa ze strony władz państwowych, co znalazło wyraz w teledysku do utworu „Endzeit” z 2008: w jednej ze scen kabel z zainstalowanej kamery monitoringowej prowadził od ucha niemieckiego ministra spraw wewnętrznych Wolfganga Schäuble (na fotografii rozmawiającego z prezydentem Stanów Zjednoczonych George’em Bushem), a następnie wetknięty był w psie ekskrementy. Niejednokrotnie w lirykach pojawia się krytyka Kościoła i wpływu instytucji religijnych. Osobną i dobitnie wyrażaną jest tematyka polityczna, a mianowicie antyfaszyzm, antynazizm i piętnowanie rasizmu. Wiele utworów grupy dotyka niełatwej problematyki historii Niemiec. Są to w szczególności rządy i zbrodnie dyktatury narodowosocjalistycznej w okresie III Rzeszy, II wojna światowa, holocaust oraz powojenne rozliczenia z niemiecką przeszłością nazistowską. Ponadto w tekstach poruszane są kwestie dotyczące czasu istnienia Niemieckiej Republiki Demokratycznej i związana z tym nieakceptowalna rzeczywistość społeczna we wschodnich landach (skąd pochodzą członkowie HSB) po zjednoczeniu Niemiec, gdzie zmieniono porządek z socjalizmu na kapitalizm i wprowadzono gospodarkę rynkową, co obok zmian pozytywnych skutkowało także ujemnymi konsekwencjami i niepowodzeniem (brak rozwoju, starzenie się społeczeństwa oraz problem odradzającego się na tych obszarach ruchu neonazistowskiego). W swoich wypowiedziach członkowie HSB występują przeciw ekstremizmowi prawicowemu, a także krytykują partię Alternatywa dla Niemiec.

### Poruszana tematyka

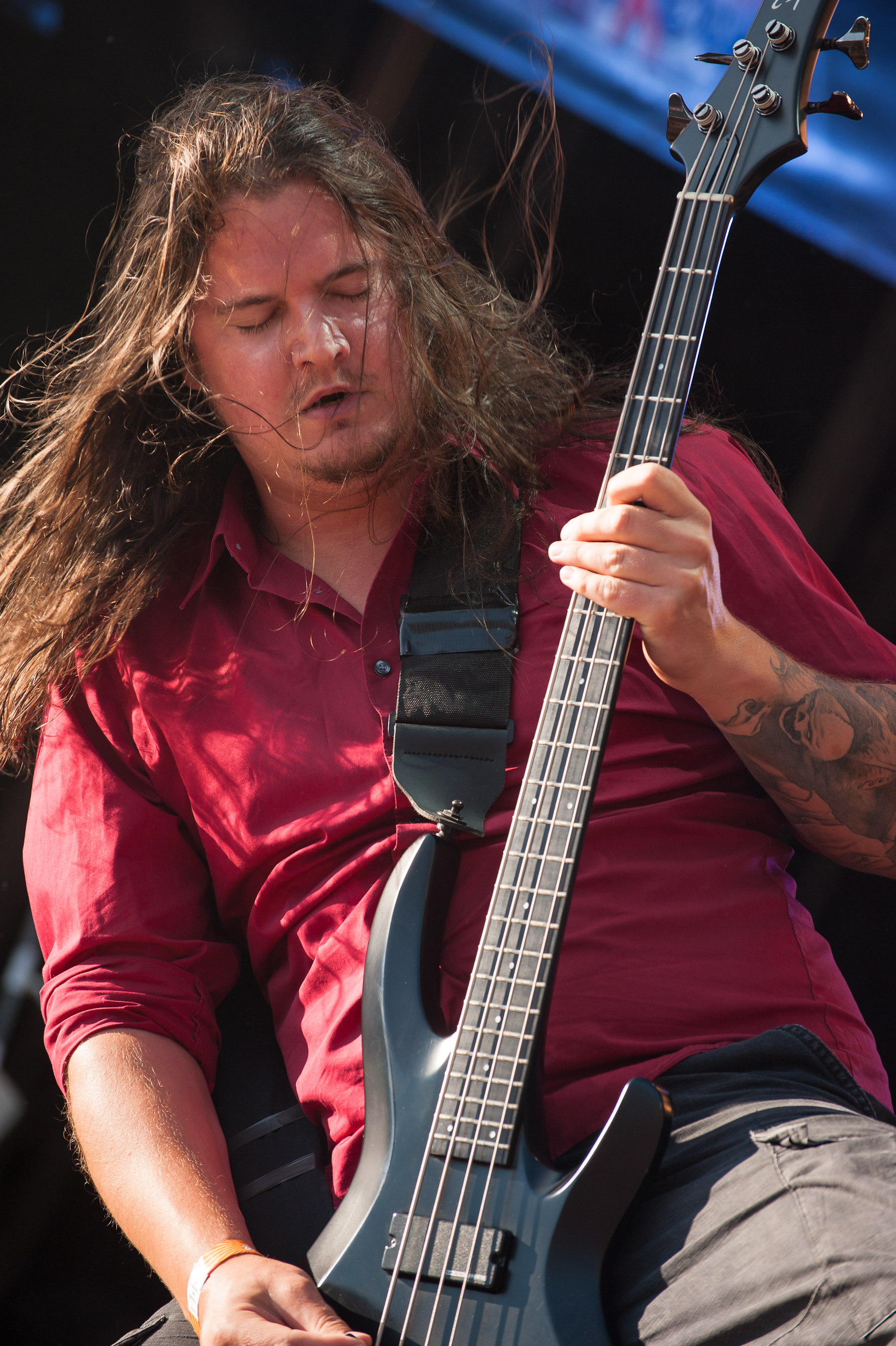
Eric Bischoff podczas Rocco del Schlacko 2012

- Płyta Whatever It May Take z 2002 została w całości poświęcona antynazistowskiemu ruchowi Biała Róża działającemu w Niemczech podczas II wojny światowej, a przede wszystkim osobie Sophie Scholl, skazanej na śmierć przez ścięcie na gilotynie za działalność w ruchu oporu. Na płycie znalazły się także odniesienia do Salvadora Allende, prezydenta Chile obalonego w 1973[47]. Ponadto we wkładce do płyty zawarto m.in. zdjęcie ukazujące oddanie hołdu ofiarom getta 7 grudnia 1970 przez kanclerza Niemiec Willy’ego Brandta poprzez uklęknięcie przed Pomnikiem Bohaterów Getta[48]. Matthias Voigt tak opisał ten fakt: „Cóż, to zdjęcie jest naprawdę mocne. Pokazuje byłego niemieckiego kanclerza na kolanach, przed pomnikiem poświęconym ofiarom buntu w getcie warszawskim. Cały świat zwrócił uwagę na to zdjęcie... Było tak symboliczne. Ludzie zobaczyli jak mąż stanu pada na kolana. Mąż stanu z kraju, który spowodował tyle cierpienia dla milionów ludzi. Nikt nie spodziewał się tego. Nawet politycy będący tam razem z nim”[49].
- Album AntiGone z 2004 również zawierał korelacje tematyczne. Już sam tytuł płyty był metaforyczną grą słów (pierwsze zamierzone znaczenie to Antygona, drugie to połączenie słów 'anti' – przeciwko, 'gone' – odejście/zapomnienie). Tytuł płyty nawiązywał zatem bezpośrednio do tragedii greckiej „Antygona” autorstwa Sofoklesa, opisującej historię Antygony, córki króla Edypa, księżniczki w mitologii greckiej walczącej o swoje przekonania. Według zespołu, jej postać miała stanowić rodzaj metafory dla innych (współczesnych) bojowników o wolność, takich jak Salvador Allende, Víctor Jara, Nelson Mandela czy Sophie Scholl, których przywołanie symbolizowało sprzeciw wobec ich zapomnienia[47].
- Wydawnictwo 'Deaf To Our Prayers z 2006 miało więcej odniesień literackich. Już sam tytuł zaczerpnięty został z niemieckiej poezji romantycznej. Jak wyjaśniał Maik Weichert: „Tytuł płyty został zainspirowany wierszem Heinricha Heine opisującym sytuację robotników przemysłowych na Śląsku w XIX wieku. Album dotyka także innych wydarzeń historycznych. Jak choćby utwór „Armia”, poświęcony beznadziejnej walce Polaków w powstaniu warszawskim przeciwko okupantowi (niemieckiemu) w 1944. Znów pozostaliśmy z dala od takich tematów jak ból serca, moda i sprawy rodzicielskie – od kiedy wiemy, że są ludzie, którzy chcą używać swojej głowy do headbangingu oraz myślenia”[50].
- Płyta Iconoclast (Part 1: The Final Resistance) z 2008 to album-koncept, a zarazem była to pierwsza część trylogii „Iconoclast”. Jak przyznali sami muzycy – bazował on na twórczości i dziełach Szymona Wiesenthala, Victora Klemperera i Fryderyka Nietzschego. Jak stwierdził Matthias Voigt: „Ikonoklaści to ludzie, którzy burzą religijne symbole. Między innymi także fałszywych bożków, a w dalszym znaczeniu również ludzie, którzy zwracają się przeciwko fałszywym idolom lub przeciwko politycznym 'przywódcom. Względnie często chodzi w naszych tekstach o bojowników o wolność oraz ruchu oporu. Zupełnie według zasady 'Żadnych bogów, żadnych mistrzów' należy zakwestionować hierarchie. Nie chodzi wyłącznie o religijną uległość, lecz także polityczne stosunki władzy, które są wątpliwe. [...] Album funkcjonuje na dwóch płaszczyznach. Jedna jest realna, są to przytaczane wydarzenia z historii, a obok tego mamy taką raczej uduchowioną. Drugą sferę można rozpatrywać także niezależnie od tła i rozumieć jako czystą historię fantasy, w przypadku której można sobie ułożyć osobiście obrazy w głowie. Tenże podział na dwie płaszczyzny widzimy także jako symbol rozdziału państwa i kościoła. Wszystko funkcjonuje na dwóch płaszczyznach i jest to tym samym niejako koncept, u którego podstaw leży płyta”[51].
- Album Invictus (Iconoclast III) z 2010 to w zamyśle zespołu ostatnia część trylogii „Iconoclast”. Zdaniem członków HSB, merytorycznie album dotyczył „ponownie niekonwencjonalnych historii o bohaterach, będzie naświetlać ugruntowanych idoli od innej strony oraz stawiać pytania względem świętowanych legend”[15]. Po raz kolejny zawartość tematyczna dotyczyła wydarzeń historycznych, wojen, polityki oraz była inspirowana literaturą.
- Przy pracy nad albumami Wanderer (2016) i Of Truth & Sacrifice (2020) muzycy HSB przyznawali zainspirowanie się środowiskiem naturalnym landu, w którym zamieszkują tj. Turyngii (tereny leśne)[34]. W przypadku pierwszego z tych wydawnictw tytułowy wędrowiec odnosi się zarówno życia duchowego jak i aktywności fizycznej[46]. Muzycy zespołu uprawiają piesze wędrowanie w swoim regionie[46]. Tytuł dwupłytowego albumu Of Truth & Sacrifice oznacza współgranie słów „prawdy” oraz „gotowości do poświęcenia”[2][52]. Autor tekstów Maik Weichert przyznał, że w pierwszej kolejności miał na myśli dziennikarzy, którzy poświęcają swoje życie za prawdę[2]. Według niego tytułowe słowa mogą odnosić się także do życia społecznego (np. gdy ludzie tworzą sobie alternatywne fakty i prawdy, aby móc dalej żyć, a także kwestii rozumienia wartości życia ludzkiego (np. Afrykańczykow w porównaniu do innych)[2]. Utwory na płycie dotyczą rożnej tematyki, tym niemniej kilka z nich dotyczy aktualnej problematyki ochrony środowiska[1].

### Konkretne inspiracje

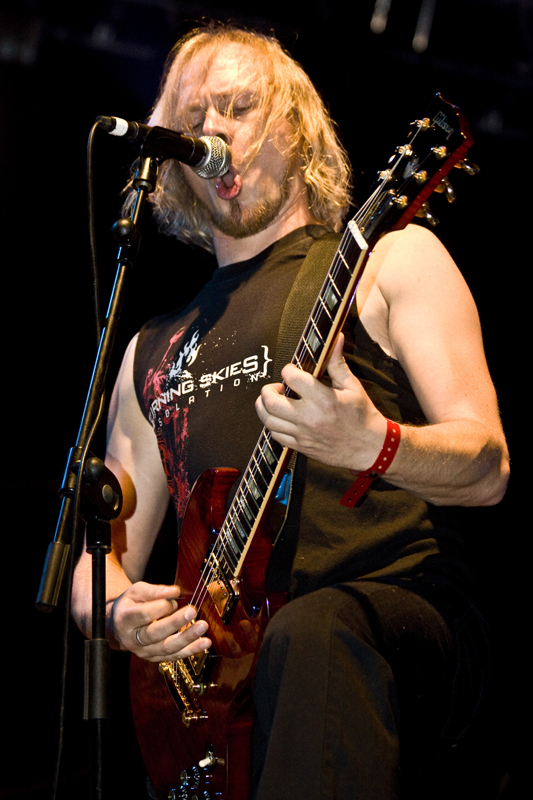
Alexander Dietz podczas Resurrection Festival 2010

W zamierzeniu twórców teksty utworów grupy mają przedstawiać wydarzenia, o których odbiorcy mogą zastanowić się pod względem politycznym. pWybrane utwory Heaven Shall Burn mają swoje bezpośrednie odniesienie do konkretnych wydarzeń historycznych, postaci oraz dzieł innych artystów:
- Utwór „If This Is A Man” zawarty na splicie z Fall Of Serenity (1999), a następnie także na The Split Program II wydanym wspólnie z Caliban (2005), powstał z inspiracji książką włoskiego pisarza pochodzenia żydowskiego, Primo Leviego pod tym samym tytułem, opowiadającej o pobycie autora w niemieckim obozie koncentracyjnym Auschwitz-Birkenau. Tekst utworu to wiersz autorstwa samego Primo Leviego stanowiący wstęp do tejże książki.
- Utwór „The Seventh Cross” opublikowany na The Split Program I, wydanym wspólnie z Caliban (2000), został zainspirowany książką niemieckiej pisarki Anny Seghers, pod tym samym tytułem (Siódmy krzyż), opowiadającej o ucieczce więźniów z niemieckiego obozu koncentracyjnego w Westhofen.
- Utwór „The Drowned And The Saved”, wydany na albumie Asunder (2000), został zainspirowany książką Primo Leviego pod tym samym tytułem (pol. Pogrążeni i ocaleni), stanowiącą świadectwo i rozmyślania autora dotyczące jego przeżyć w obozie koncentracyjnym Auschwitz-Birkenau.
- Utwór „Naked Among Wolves” umieszczony na albumie Whatever It May Take (2002), został zainspirowany książką niemieckiego pisarza Bruno Apitza, pod tym samym tytułem (pol. Nadzy wśród wilków) opisującą pobyt w niemieckim obozie koncentracyjnym w Buchenwaldzie.
- Utwór „The Weapon They Fear” z płyty AntiGone (2004) został poświęcony chilijskiemu pieśniarzowi Víctorowi Jara, który stał się ofiarą puczu wojskowego w Chile w 1973 roku. Zarówno tekst we wkładce do płyty jak i teledysk nakręcony do tego utworu zakończono słowami poety: „Silence and screams are the end of my song”. Słowa te zostały użyte w tekście utworu „Buried In Forgotten Grounds” na albumie Invictus (Iconoclast III) (2010), który także odnosi się do osoby Augusto Pinocheta i roli C.I.A. w strefie Ameryki Południowej oraz jest poświęcony ofiarom reżimu w Chile.
- Utwór „Tree Of Freedom” z płyty AntiGone (2004) został poświęcony Nelsonowi Mandeli, przywódcy ruchu przeciw apartheidowi w Republice Południowej Afryki. We wkładce do tejże płyty umieszczono słowa Mandeli: „My blood is drunk by the roots of the tree from that one day the fruit of freedom will ripen”.
- Utwory „The Final March” i następujący po nim „Of No Avail” na albumie Deaf To Our Prayers (2006) odnosiły się do Powstania tkaczy śląskich na obszarze Przedgórza Sudeckiego w 1844[53]. Kanwą dla tekstu piosenki był wiersz niemieckiego poety Heinricha Heine pt.: „Tkacze” (niem. „Die schlesischen Weber”). Inspiracją dla tych utworów był także dramat niemieckiego pisarza Gerharta Hauptmanna pt.: „Tkacze” (niem. „Die Weber”).
- Utwór „Armia”, wydany na albumie Deaf To Our Prayers został poświęcony heroicznej walce Polaków podczas powstania warszawskiego w 1944. Jak stwierdził Maik Weichert: „Dla mnie, jako młodego Niemca, obowiązkiem jest nie tylko pamiętać i w jakiś sposób rekompensować błędy popełnione przez mój naród w przeszłości, ale również sprawić, aby takie wydarzenia już nigdy nie miały miejsca”[54].
- Utwór „Joel” na płycie Iconoclast (Part 1: The Final Resistance) (2008) dotyczył bezpośrednio amerykańskiego pastora telewizyjnego Joela Osteena, kierującego neocharyzmatycznym Kościołem Lakewood Church i czerpiącego zyski dzięki funduszom od ludzi lokujących w jego naukach swoje pragnienie szczęścia.
- Utwór „I Was I Am I Shall Be” opublikowany na albumie Invictus (Iconoclast III) (2010) dotyczy morderstwa komunistycznych działaczy Karla Liebknechta i Róży Luksemburg, dokonanych po manifestacjach komunistycznych w Berlinie w 1919[55].
- Utwór „Combat” opublikowany na albumie Invictus (Iconoclast III) dotyczył losu dzieci-żołnierzy[56]. We wkładce do płyty, poniżej tekstu do utworu znalazły się słowa: ang. „There are about 300.000 child soldiers worldwide, most of them are forced to fight in armed conflicts.”. Utwór został zainspirowany artykułem Jeana Zieglera oraz wystawą w Muzeum Wojska Polskiego w Warszawie[57].
- Utwory „Sevastopoll” oraz „Return To Sanity” opublikowane na albumie Invictus (Iconoclast III) (2010) dotyczyły dwóch wielkich bitew z czasów drugiej wojny światowej. Pierwszy z nich odnosi się do miasta-portu Sewastopol, które zostało zdobyte przez wojska niemieckie i rumuńskie w lipcu 1942 po 8-miesięcznym oblężeniu. Sewastopol został wyzwolony przez Armię Czerwoną w maju 1944, a w 1945 otrzymał tytuł „miasta-bohatera” ZSRR. Drugi utwór dotyczy bitwy o las Hurtgen pomiędzy oddziałami amerykańskimi i niemieckimi w okresie od 13 września 1944 do 10 lutego 1945 na granicy niemiecko-belgijskiej.
- Tekst utworu „Against Bridge Burners” na albumie Invictus (Iconoclast III) (2010) odnosi się do Lwa Kopielewa[58], pisarza rosyjskiego, literaturoznawcy, historyka literatury, germanisty, dysydent polityczny w ZSRR.
- Tekst utworu „Of Forsaken Poets” na albumie Invictus (Iconoclast III) (2010) został zainspirowany wierszem „Ein deutscher Dichter bin ich einst gewesen”[59] niemieckiego pisarza Maxa Herrmann-Neisse[60], który musiał wyemigrować z Niemiec w 1933 po dojściu do władzy Adolfa Hitlera i jego partii NSDAP. Podobnie jak wielu pisarzy tego czasu, Max Herrmann-Neisse popadł szybko w zapomnienie. Jego dzieła były stopniowo odkrywane na nowo dopiero od lat 80. i ponownie wydawane.
- Okładkę płyty Veto (2013) stanowi obraz autorstwa Johna Colliera pt. Lady Godiva z 1898 roku, przedstawiający Godivę, żonę saksońskiego hrabiego Mercii, lorda Coventry Leofrica III z XI wieku. Według legendy, gdy poprosiła męża, by złagodził drastyczne zobowiązania finansowe, którymi była obłożona ludność Coventry (Mercja), ten postawił jej warunek. Jeśli Godiva przejedzie konno przez miasto całkowicie naga – obniży podatki. Godiva postanowiła spełnić ów warunek, wymogła jednak na mieszkańcach, by wszyscy pozostali w tym czasie w domach, z zamkniętymi okiennicami, aby jej nie widzieli. W opinii Maika Weicherta temat dzieła odzwierciedla tematykę albumu i stanowi „ikonę dotyczącą walki o sprawiedliwość społeczną”[61].
- Utwór „Land of the Upright Ones” z albumu Veto (2013) został zainspirowany i poświęcony osobie Thomasa Sankara, afrykańskiemu wojskowemu oraz marksistowsko-rewolucyjnemu przywódcy, który przemianował nazwę państwa Górna Wolta na Burkina Faso (dosł. Kraj Prawych Ludzi – stąd tytuł utworu) i został jej pierwszym prezydentem[62].
- Utwór „Die Stürme rufen dich” z albumu Veto (2013) został zainspirowany osobą Victora Jara[63].
- Utwór „Antagonized” z albumu Veto (2013) opowiada o życiu i pracy protestanckiego pastora Waltera Schillinga, który pomagał m.in. grupie Heaven Shall Burn udostępniając jej pomieszczenia do prób w Braunsdorf. W czasie produkcji płyty duchowny zmarł 31 stycznia 2013 roku w szpitalu w Saalfeld/Saale, w którym na co dzień pracuje wokalista Marcus Bischoff[64][65][66].
- Utwór „Hunters Will Be Hunted” z albumu Veto (2013) dotyczy w sposób krytyczny polowań, w tym popularności tzw. hobbystycznych myśliwych odbywających turystykę w tym celu[67]. Tekst utworu stanowi wyrażenie wsparcia dla organizacji Sea Shepherd Conservation Society, działającej na rzecz ochrony przyrody i środowiska morskiego[68]. W odpowiedzi Hartwig Fischer, prezydent Niemieckiego Związku Łowieckiego (niem. Deutschen Jagdschutzverband, DJV), zrzeszającego ok. 357 myśliwych, oświaczył, że słowa utworu HSB nawołują do mordu na myśliwych[69]
- Tekst piosenki pt. "They Shall Not Pass" z płyty Wanderer (2016) stanowi odniesienie do bitwy na Cable Street 4 października 1936 w Londynie, w którym antyfaszyści dokonali próby zatrzymania marszu Brytyjskiej Unii Faszystów, a jednocześnie stanowi krytyczne spojrzenie wobec organizacji PEGIDA, aktualnie działającej w Niemczech[46][3].
- W utworze "Corium" z płyty Wanderer (2016)został poruszony problem zagrożenia skutkami energii jądrowej (tytułowy Korium), zaś teledysk do tej piosenki został nakręcony w scenerii Patagonii z widokiem na górę Fitz Roy[70][71].
- Piosenka pt "Extermination Order" z płyty Wanderer (2016) traktuje o ludobójstwie Herero i Namaqua, brutalnym stłumieniu przez wojska Cesarstwa Niemieckiego powstania afrykańskich ludów Herero i Namaqua na obszarze ówczesnej Niemieckiej Afryki Południowo-Zachodniej (obecna Namibia), które uznawane jest za pierwsze ludobójstwo XX wieku[72].

### Interpretacje
Heaven Shall Burn ma na swoim koncie zarejestrowane i wydane covery innych zespołów. Z tego powodu zespół uważa się za „cover-friendly”, jako że niemal każde z wydawnictw grupy (dotyczy też wydań limitowanych, reedycji, wersji digipack oraz albumów okolicznościowych) zawiera przynajmniej jeden cover. Dotychczas grupa przerobiła według własnego uznania następujące utwory:

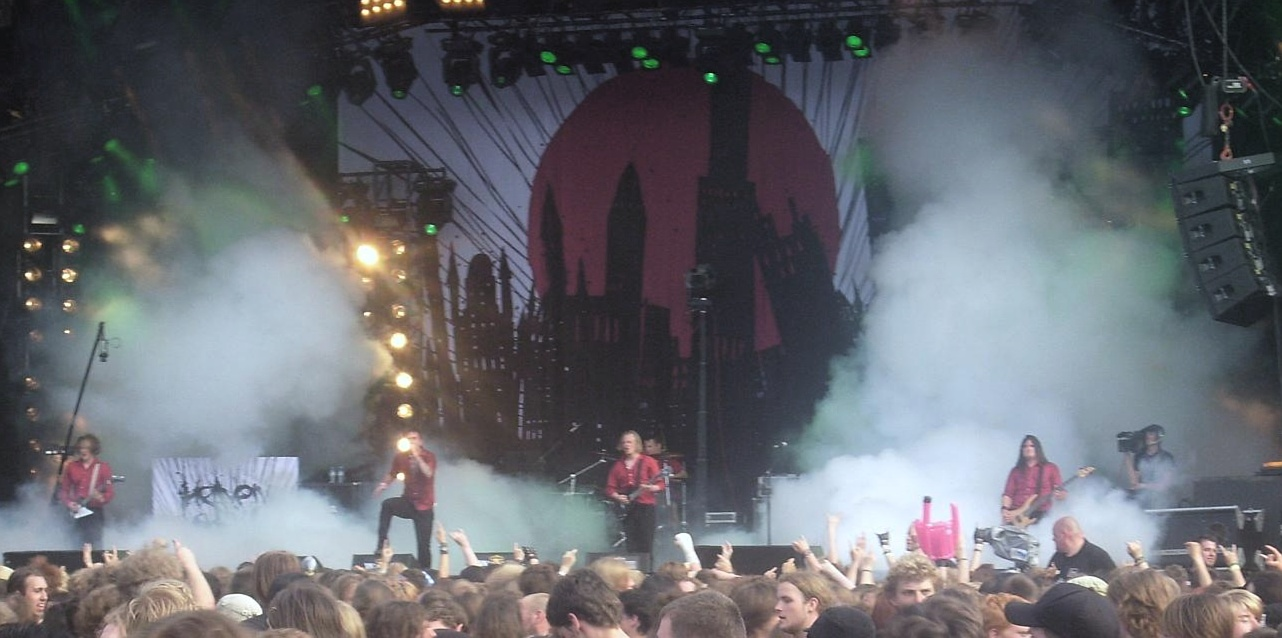
Heaven Shall Burn podczas festiwalu Wacken Open Air Festival 2009

- „The Eternal Jihad” (Day of Suffering) – na reedycji albumu In Battle There Is No Law
- „Competition by Hatred” (Abhinanda) – na reedycji albumu In Battle There Is No Law
- „The IVth Crusade” (Bolt Thrower) – na albumie Asunder
- „Battlecries” (Liar) – na albumie Asunder (podpisany jako „***********”)
- „One More Lie” (Caliban) – na splicie  The Split Program I
- „Casa de Caboclo” (Point Of No Return) – na albumie Whatever It May Take
- „Dislocation” (Disembodied) – na albumie AntiGone (wersja limitowana)
- „Not My God” (Hate Squad) – na albumie AntiGone (wersja limitowana)
- „Straßenkampf” (Die Skeptiker) – na albumie AntiGone (wersja limitowana)
- „Downfall of Christ” (Merauder) – na splicie The Split Program II oraz na składance „Covering 20 Years of Extremes Century Media”
- „Destroy Fascism” (Endstand) – na splicie The Split Program II
- „Black Tears” (Edge of Sanity) – na albumie Iconoclast (Part 1: The Final Resistance)
- „True Belief” (Paradise Lost) – na albumie Deaf To Our Prayers (wersja limitowana) oraz na (darmowej) płycie z okazji 20-lecia Century Media
- „Whatever That Hurts” (Tiamat) – na składance „Covering 20 Years of Extremes Century Media”
- „Nowhere” (Therapy?) – na albumie Invictus (Iconoclast III) (wersja limitowana)
- „Valhalla” (Blind Guardian) – na albumie  Veto (w wykonaniu wziął udział wokalista pierwotnych twórców, Hansi Kürsch)
- „European Super State” (Killing Joke) – na albumie  Veto (wersja z bonusem)
- „Rivers Run Red” (Life of Agony) – na albumie  Veto (wersja z bonusem)
- „Auge um Auge” (Dritte Wahl) z 2013[73], gościnnie w interpretacji wziął udział Mille Petrozza z grupy Kreator[74]
- Jako utwory bonusowe do albumu Wanderer (2016) wydano „Agent Orange” formacji Sodom i „The Cry of Mankind” grupy My Dying Bride. Ponadto w wersji rozszerzonej tej płyty, dodano krążek pt. Too Good to Steal From Edition, na którym umieszczono łącznie covery nagrane i wydane przez HBS w minionych latach.
- Pod koniec 2022 HSB zaprezentowało własną interpretację utworu „Pillars of Serpents” grupy Trivium z albumu Ember to Inferno (2003); znalazł się on na wydawnictwi split obu zespołów[75].
- W połowie stycznia 2025 opublikowano cover piosenki pt. „Schweineherbst” z repertuaru grupy Slime (album Schweineherbst z 1994), wykonany przez HSB i formację Dÿse[76].

## Muzycy
Członkowie Heaven Shall Burn nie są w większości profesjonalnymi muzykami. Od początku działalności w zespole równolegle pracowali w wyuczonych zawodach bądź edukowali się. Uznali oni, że pomimo możliwości utrzymania się z muzyki, będą równoległe pracować w swoich zawodach i tym samym zachowają równowagę wobec działalności artystycznej. Wokalista Marcus Bischoff został pielęgniarzem i zawodowo zajął się opieką nad chorymi, jego brat i zarazem basista Eric Bischoff jest terapeutą zajęciowym (ergoterapeuta), zaś perkusista Christian Bass został nauczycielem w szkole zawodowej. Były gitarzysta grupy, Patrick Schleitzer, po siedmiu latach gry pod koniec 2005 opuścił skład z uwagi na chęć skupienia się na końcowym etapie studiów wyższych. Pierwszy perkusista zespołu, Matthias Voigt studiował ekonomikę i organizację przedsiębiorstw. Gitarzysta Alexander Dietz również jest z zawodu pielęgniarzem, jednak jako jedyny podjął profesjonalną pracę w branży muzycznej, prowadząc własne studio nagraniowe „Rape of Harmonies” i działając jako producent muzyczny (w miejscowości Triptis) – współpracował m.in. z grupą Maroon podczas produkcji płyty The Cold Heart of the Sun (2007) oraz Neaera przy albumie Omnicide – Creation Unleashed (2009). Drugi gitarzysta Maik Weichert połączył działalność w zespole ze studiami prawa (został doktorantem). Właśnie z powodu zobowiązań Weicherta na studiach, został odwołany występ zespołu w Warszawie podczas festiwalu „Metalmania Fest 2009” (7 marca 2009).
Członkowie grupy zostali weganami bądź wegetarianami. Pomimo uznawania zespołu za wyznający postawę straight edge (niekorzystanie z alkoholu, nikotyny i narkotyków), Heaven Shall Burn nigdy nie był taką grupą i nie miał utworów o straight edge. Niektórzy członkowie HSB praktykują zasady straight edge, jednak traktują to jako kwestie osobiste i nie ma to przełożenia na mianowanie i kategoryzowanie tą etykietą całej grupy – przekonania te znajdują silne odzwierciedlenie w tekstach grupy oraz ich własnych wypowiedziach. Wszyscy z nich nie używają narkotyków, niektórzy zrezygnowali z alkoholu (dawniej Patrick Schleitzer i Matthias Voigt, a według stanu z 2018 jedynym niepijącym był Maik Weichert).
Gitarzyści zespołu korzystają z gitar marki Ibanez. Muzycy HSB wspierają organizacje pozarządowe np. Sea Shepherd Conservation Society, Viva con Agua czy też lokalne schronisko dla zwierząt i fundację walczącą z nowotworami u dzieci.
Członkowie HSB są sympatykami drużyny piłkarskiej FC Carl Zeiss Jena, pochodzącej także z Turyngii i są związani z lewicową grupą kibiców ultras tego klubu. W sezonie piłkarskim 2014/2015 nazwa Heaven Shall Burn zespołu została umieszczona na koszulkach meczowych tej drużyny, będącej w stanie kryzysu, zaś akcja została przedłużona w sezonie 2015/2016. Akcja przyczyniła się do wzrostu zakupu koszulek, zamawianych z całego świata. Perkusista formacji od 2013, Christian Bass, jako jedyny członek HSB pochodzi z zachodnich Niemiec, z Dinslaken (jako kibic sympatyzuje z Rot-Weiß Oberhausen).

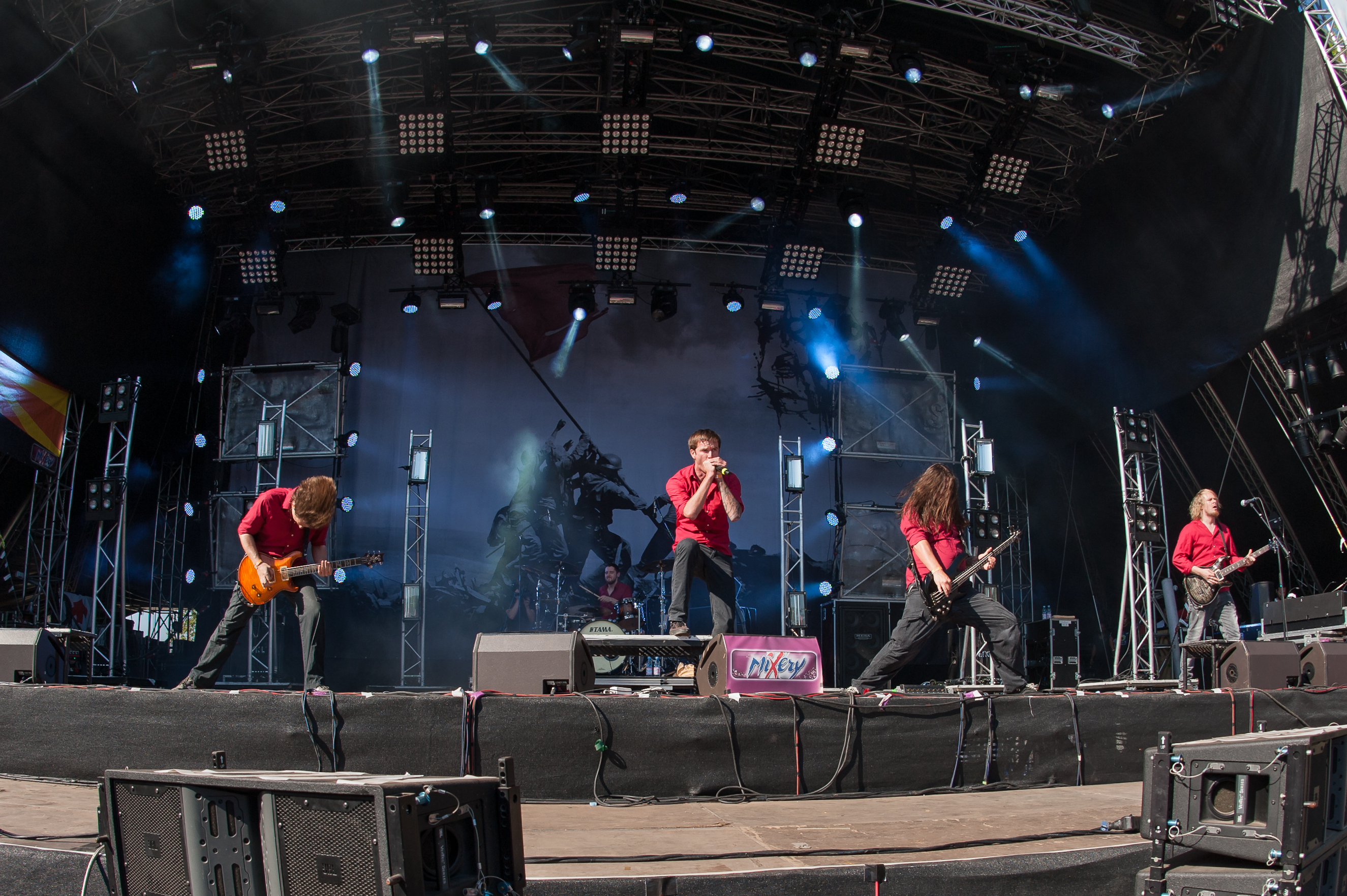
Heaven Shall Burn podczas Rocco del Schlacko 2012

### Członkowie zespołu
Obecny skład zespołu
- Marcus Bischoff – śpiew (od 1996)
- Maik Weichert – gitara elektryczna (od 1996)
- Eric Bischoff – gitara basowa (od 1996)
- Alexander Dietz – gitara elektryczna (od 2005)
- Christian Bass – perkusja (od 2013, w 2007 jako muzyk koncertowy)

Byli członkowie
- Patrick Schleitzer – gitara elektryczna (1996-2005)
- Matthias Voigt – perkusja (1996-2013)

Inni
- Patrick W. Engel i Ralf Müller – muzycy sesyjni wykonujący partie instrumentalne
- Daniel Wilding – perkusista, udział koncertowy i sesyjny (2011–2013)

### Współpraca z Ólafurem Arnaldsem
Wraz z wydaniem płyty AntiGone Heaven Shall Burn rozpoczął współpracę z młodym islandzkim muzykiem Ólafurem Arnaldsem. Członkowie zespołu poznali go wcześniej podczas koncertu w Islandii. Od tego czasu na płytach Heaven Shall Burn pojawiają się regularnie kompozycje (utwory instrumentalne na fortepian i smyczki) jego autorstwa. Dotychczas Ólafur Arnalds skomponował osiem utworów opublikowanych na wydawnictwach Heaven Shall Burn:
- „Echoes” [intro], „Rísandi Von” [outro] oraz „Deyjandi Von” [outro] na płycie AntiGone (2004).
- „Nyfadd Von” na wydawnictwie The Split Program II wydanym wraz z Caliban (2005).
- „Awoken” [intro] oraz „Equinox” na płycie Iconoclast (Part 1: The Final Resistance) (2008).
- „Intro” i „Outro” na płycie Invictus (Iconoclast III) (2010).

### Udział innych
- Patrick W. Engel oraz Ralf Müller wykonali partie gitarowe, basowe, perkusyjne, wokalne i klawiszowe podczas sesji nagraniowych do płyty Whatever It May Take, AntiGone i innych kolejnych.
- Wokaliści André Moraweck (Maroon) i Johannes Formella (Destiny) użyczyli głosów w utworze „Casa de Caboclo” na płycie Whatever It May Take[94]. André Moraweck podczas Rock Hard Festival w 2005 pojawił się w roli wokalisty w trakcie koncertu Heaven Shall Burn[95]. Podczas występów koncertowych grupę wspomagał także John Gahlert z zespołu Deadlock.
- Alexander Dietz użyczył swojego głosu podczas nagrywania płyty AntiGone (do niego należą czyste wokalizy w utworach „To Harvest The Storm” oraz „The Dream Is Dead”). Nie był wówczas jeszcze członkiem Heaven Shall Burn, zaś w tym czasie występował w formacji Honeytoast.
- Sabine Weniger z grupy Deadlock udzieliła gościnnie swojego głosu, zaś Sebastian Reichl zagrał na gitarze w utworze „Given In Death” na albumie Invictus (Iconoclast III)[96].
- Podczas tras koncertowych w 2010 perkusista Christian Bass (z zespołów Der Weg einer Freiheit, White Eyes) zastępował Matthiasa Voigta[97].
- Na albumie Veto (2013) gościnnie pojawili się: wokalista grupy Blind Guardian, Hansi Kürsch, w interpretacji utworu tego zespołu pt. „Valhalla” (pierwotnie ukazała się na albumie Follow the Blind w 1989 roku); ponadto zaprzyjaźnieni muzycy grupy Born from Pain: Rob Franssen i Dominik Stammen; w utworze „Die Stürme rufen dich”[98] oraz muzycy grupy Macbeth w utworze „Land of the Upright Ones” (wykonali solo gitarowe)[63]. Ponadto w utworze bonusowym  „European Super State” zaśpiewała Katharina Radig.
- Na albumie Wanderer z 2016 udzielili się gościnnie m.in. George Fisher ("Prey to God")  Aðalbjörn Tryggvason z grupy Sólstafir ("The Cry of Mankind") oraz gitarzysta Nick Hipa z zespołu As I Lay Dying.
- Wśród wielu gości na dwupłytowym albumie Of Truth & Sacrifice z 2020 byli m.in. dawni członkowie HSB, Patrick Schleitzer i Matthias Voigt, wokalista grupy Caliban, Andreas Dörner ("Terminate The Unconcern"), Ralf Klein z zespołu Macbeth, a także Benjamin Mahnert, Caroline Thorendal, Florian Valentin Schäfer, Raffaella Tolicetti, Chris Harms z formacjo Lord of the Lost, UnterART), a ponadto orkiestra z udziałem dyrygenta Wilhelma Keitela w Bialiki Opiera (Bolszoj) w Mińsku (Białoruś)[99]. Na tymże albumie w piosence "Terminate The Unconcern" wykorzystano wypowiedź fana zespołu, którym był 26-letni Florian Schäfer, udzielonej przez niego na łożu śmierci[52].
- Przy wydawaniu albumów grupa od wielu lat współpracuje z fotografem, Christianem Thiele[46].

## Dyskografia
| 2000                           | Asunder - Data: 8 kwietnia 2000 - Wydawca: Impression Recordings / Lifeforce Records                    | –  | –  | –  | –   | –   | –   |
| 2002                           | Whatever It May Take - Data: 11 listopada 2002 - Reedycja: 29 czerwca 2007 - Wydawca: Lifeforce Records | –  | –  | –  | –   | –   | –   |
| 2004                           | AntiGone - Data: 26 kwietnia 2004 - Wydawca: Century Media Records                                      | –  | –  | –  | –   | –   | –   |
| 2006                           | Deaf To Our Prayers - Data: 28 sierpnia 2006 - Wydawca: Century Media Records                           | 65 | –  | –  | –   | –   | –   |
| 2008                           | Iconoclast (Part 1: The Final Resistance) - Data: 18 lutego 2008 - Wydawca: Century Media Records       | 21 | 65 | 97 | –   | –   | –   |
| 2010                           | Invictus (Iconoclast III) - Data: 21 maja 2010 - Wydawca: Century Media Records                         | 9  | 17 | 38 | 258 | –   | –   |
| 2013                           | Veto - Data: 19 kwietnia 2013 - Wydawca: Century Media Records                                          | 2  | 20 | 71 | –   | 153 | 194 |
| 2016                           | Wanderer - Data: 16 września 2016 - Wydawca: Century Media Records                                      | 3  | 9  | 15 | 200 | 57  | 97  |
| 2020                           | Of Truth & Sacrifice - Data: 20 marca 2020 - Wydawca: Century Media Records                             | 1  | 4  | 6  |     |     |     |
| 2025                           | Heimat - Data: 27 czerwca 2025 - Wydawca: Century Media Records                                         |    |    |    |     |     |     |
| „–” pozycja nie była notowana. | |    |    |    |     |     |     |

| Rok  | Tytuł |
| ---- | --- |
| 1998 | In Battle There Is No Law - Data: 1998 - Wydawca: Deeds of Revolution Recordings                          |
| 2002 | ...In Battle - Data: 22 sierpnia 2002 (reedycja z 1998) - Wydawca: Circulation Records, Lifeforce Records |

| Rok  | Tytuł                                                              |
| ---- | ------------------------------------------------------------------ |
| 2009 | Decade Of Expression - Data: 2009 - Wydawca: Century Media Records |

| Rok  | Tytuł |
| ---- | --- |
| 1999 | Heaven Shall Burn & Fall Of Serenity (wspólnie z Fall of Serenity) - Data: 1999 - Wydawca: Deeds of Revolution Recordings |
| 2000 | The Split Program I (wspólnie z Caliban) - Data: 12 grudnia 2000 - Wydawca: Lifeforce Records                             |
| 2005 | The Split Program II (wspólnie z Caliban) - Data: 27 lipca 2005 - Wydawca: Lifeforce Records                              |
| 2015 | The Mission Creep Split “7 (wspólnie z Napalm Death) - Data: 12 listopada 2015 - Wydawca: Century Media Records           |
| 2022 | 7" Split European Tour 2023 (wspólnie z Trivium) - Data: 23 grudnia 2022 - Wydawca: własnym sumptem                       |

| Rok  | Album                     | Tytuł                                                                                   |
| ---- | ------------------------- | --------------------------------------------------------------------------------------- |
| 2008 | Endzeit                   | Iconoclast (Part 1: The Final Resistance) - Data: 2008 - Wydawca: Century Media Records |
| 2010 | Invictus (Iconoclast III) | Combat - Data: 2010 - Wydawca: Century Media Records                                    |
| 2020 | Of Truth & Sacrifice      | Protector - Data: 10 stycznia 2020 - Wydawca: Century Media Records                     |
| 2020 | Of Truth & Sacrifice      | Weakness Leaving My Heart - Data: 10 stycznia 2020 - Wydawca: Century Media Records     |
| 2020 | Of Truth & Sacrifice      | Eradicate - Data: 11 marca 2020 - Wydawca: Century Media Records                        |

## Wideografia
| Rok  | Tytuł | Pozycja na liście |
| Rok  | Tytuł | DEU               |
| ---- | --- | ----------------- |
| 2009 | Bildersturm – Iconoclast II (The Visual Resistance) - Data: 25 maja 2009 - Wydawca: Century Media Records - Format: DVD | 54                |

19 lutego 2020 premierę miał film dokumentalny pt. Mein grünes Herz in dunklen Zeiten, opisujący historię Heaven Shall Burn, w reżyserii Ingo Schmolla.

## Teledyski
| Rok  | Tytuł                                 | Reżyseria/Realizacja                 | Album                                     | Źródło          |
| ---- | ------------------------------------- | ------------------------------------ | ----------------------------------------- | --------------- |
| 2004 | „The Weapon They Fear”                | –                                    | Antigone                                  | [ 115 ]         |
| 2006 | „Counterweight”                       | –                                    | Deaf To Our Prayers                       | [ 116 ]         |
| 2008 | „Endzeit”                             | Philipp Hirsch                       | Iconoclast (Part 1: The Final Resistance) | [ 117 ] [ 118 ] |
| 2009 | „Black Tears”                         | Philipp Hirsch                       | Iconoclast (Part 1: The Final Resistance) | [ 119 ]         |
| 2010 | „Forlorn Skies” (live)                | –                                    | Iconoclast (Part 1: The Final Resistance) | [ 120 ]         |
| 2010 | „Combat”                              | Animaatiokopla                       | Invictus (Iconoclast III)                 | [ 118 ] [ 121 ] |
| 2013 | „Hunters Will Be Hunted”              | Philipp Hirsch                       | Veto                                      | [ 118 ] [ 122 ] |
| 2013 | „Auge um Auge” (gośc. Mille Petrozza) | –                                    | –                                         | [ 123 ]         |
| 2016 | „Downshifter”                         | Iconographic / Christian Thiele      | Wanderer                                  | [ 124 ]         |
| 2016 | „Passage of the Crane”                | Iconographic / Michael Winkler       | Wanderer                                  | [ 125 ]         |
| 2017 | „Corium”                              | Iconographic                         | Wanderer                                  | [ 126 ]         |
| 2020 | „Protector/Weakness Leaving My Heart” | Philipp Hirsch                       | Of Truth & Sacrifice                      | [ 127 ]         |
| 2020 | „My Heart And The Ocean”              | Sea Shepherd Conservation Society    | Of Truth & Sacrifice                      | [ 128 ]         |
| 2020 | „Eradicate”                           | Ramon Film Production, Isaac Nabwana | Of Truth & Sacrifice                      | [ 129 ]         |
| 2020 | „Übermacht”                           | Philipp Hirsch                       | Of Truth & Sacrifice                      | [ 130 ]         |
| 2024 | „Keinen Schritt zurück” (z Donots)    | Philipp Hirsch, Alexander Dietz      | Heimat                                    | [ 131 ]         |
| 2025 | „Schweineherbst” (z Dÿse)             | Alexander Dietz                      | Heimat                                    | [ 132 ]         |
| 2025 | „My Revocation of Compliance”         | Tom Liebchen                         | Heimat                                    | [ 133 ]         |
| 2025 | „Confounder”                          | Janne Hansberg                       | Heimat                                    | [ 134 ]         |
| 2025 | „War Is the Father of All”            | Mirko Witzki                         | Heimat                                    | [ 135 ]         |